# Cantón de Valles del Ousse y de Lagoin
El cantón de Valles del Ousse y de Lagoin (cantón n.º 27, Vallées de l'Ousse et du Lagoin en francés) es una división administrativa francesa del departamento de los Pirineos Atlánticos creado por Decreto n.º 2014-148, artículo 28.º, del 25 de febrero de 2014 y que entró en vigor el 22 de marzo de 2015, con las primeras elecciones departamentales posteriores a la publicación de dicho decreto.

## Historia
Con la aplicación de dicho Decreto, los cantones de Pirineos Atlánticos pasaron de 52 a 27.
El cantón está formado por catorce de las quince comunas del antiguo cantón de Nay-Este, las doce comunas del cantón de Pontacq, dos de las quince comunas del cantón de Montaner y una de las seis comunas del cantón de Pau-Este.
La capital (Bureau centralisateur) está en Pontacq.

## Composición
El cantón de Valles del Ousse y de Lagoin comprende las veintinueve comunas siguientes:
| Comunas            | Código INSEE | Superficie (km²) | Población (2012) | Densidad (hab/km²) | Distrito | Cantón anterior |
| ------------------ | ------------ | ---------------- | ---------------- | ------------------ | -------- | --------------- |
| Aast               | 64001        | 4,75             | 183              | 39                 | Pau      | Montaner        |
| Angaïs             | 64023        | 5,94             | 852              | 143                | Pau      | Nay-Este        |
| Barzun             | 64097        | 8,19             | 597              | 73                 | Pau      | Pontacq         |
| Baudreix           | 64101        | 2                | 526              | 263                | Pau      | Nay-Este        |
| Bénéjacq           | 64109        | 17,04            | 1885             | 111                | Pau      | Nay-Este        |
| Beuste             | 64119        | 5,84             | 510              | 87                 | Pau      | Nay-Este        |
| Boeil-Bezing       | 64133        | 8,50             | 1245             | 146                | Pau      | Nay-Este        |
| Bordères           | 64137        | 4,58             | 642              | 140                | Pau      | Nay-Este        |
| Bordes             | 64138        | 7,27             | 2659             | 366                | Pau      | Nay-Este        |
| Coarraze           | 64191        | 14,84            | 2094             | 141                | Pau      | Nay-Este        |
| Espoey             | 64216        | 13,43            | 1062             | 79                 | Pau      | Pontacq         |
| Ger                | 64238        | 31,49            | 1933             | 61                 | Pau      | Pontacq         |
| Gomer              | 64246        | 3,24             | 262              | 81                 | Pau      | Pontacq         |
| Hours              | 64266        | 5,79             | 240              | 41                 | Pau      | Pontacq         |
| Igon               | 64270        | 5,33             | 939              | 176                | Pau      | Nay-Este        |
| Labatmale          | 64292        | 3,32             | 250              | 75                 | Pau      | Pontacq         |
| Lagos              | 64302        | 4,46             | 471              | 106                | Pau      | Nay-Este        |
| Lestelle-Bétharram | 64339        | 8,63             | 858              | 99                 | Pau      | Nay-Este        |
| Limendous          | 64343        | 7,48             | 563              | 75                 | Pau      | Pontacq         |
| Livron             | 64344        | 7,54             | 428              | 57                 | Pau      | Pontacq         |
| Lourenties         | 64352        | 8,94             | 351              | 39                 | Pau      | Pontacq         |
| Lucgarier          | 64358        | 5,67             | 269              | 47                 | Pau      | Pontacq         |
| Mirepeix           | 64386        | 3,29             | 1255             | 381                | Pau      | Nay-Este        |
| Montaut            | 64400        | 15,41            | 1129             | 73                 | Pau      | Nay-Este        |
| Nousty             | 64419        | 9,70             | 1552             | 160                | Pau      | Pau-Este        |
| Ponson-Dessus      | 64452        | 10,77            | 246              | 23                 | Pau      | Montaner        |
| Pontacq            | 64453        | 28,85            | 2867             | 99                 | Pau      | Pontacq         |
| Saint-Vincent      | 64498        | 16,61            | 379              | 23                 | Pau      | Nay-Este        |
| Soumoulou          | 64526        | 2,79             | 1516             | 543                | Pau      | Pontacq         |

En 2012, la población total del nuevo cantón era de 27763 habitantes.